# O (ZONEのアルバム)
『O』（オー）は、日本のガールズロックバンド・ZONEが2002年11月27日にSony Recordsから発売した2枚目のオリジナルアルバムである。

## 内容
前作『Z』から約9ヶ月ぶりのオリジナルアルバム。シングル「白い花」と同時発売された。
タイトルはバンド名の2文字目「ZONE」から名付けられた。
初回生産限定盤と通常盤の2形態で発売され、初回生産限定盤には特典として特殊なパッケージが施された40ページからなるスペシャルブックレットが同梱された。
オリコン初登場3位を獲得。2作連続でのトップ3入り、年間チャート入りを果たした。

## 収録曲
| #         | タイトル                       | 作詞             | 作曲             | 編曲             | 時間  |
| --------- | ------------------------------ | ---------------- | ---------------- | ---------------- | ----- |
| 1.        | 「証」                         | 町田紀彦         | 町田紀彦         | 高橋KATSU        | 4:07  |
| 2.        | 「さらりーまん」               | 町田紀彦         | 井上ヨシマサ     | 高橋KATSU        | 3:39  |
| 3.        | 「Sae Zuri」                   | canna            | イトウシンタロウ | 知野芳彦         | 4:46  |
| 4.        | 「For Tomorrow」               | 井田実           | JUN              | 山原一浩         | 3:56  |
| 5.        | 「GO!」                        | 渡辺未来         | 渡辺未来         | 山原一浩         | 3:40  |
| 6.        | 「夢ノカケラ…」(Album Version) | 千空 / n.machida | 町田紀彦         | 虎じろう         | 4:09  |
| 7.        | 「＋.－.×.÷」                  | canna            | イトウシンタロウ | イトウシンタロウ | 4:39  |
| 8.        | 「一雫」                       | 町田紀彦         | 羽岡佳           | 長岡成貢         | 4:13  |
| 9.        | 「confidentially」             | 町田紀彦         | 町田紀彦         | ha-j             | 4:16  |
| 10.       | 「足跡」                       | ミウラタカシ     | 櫻井真一         | 山原一浩         | 4:34  |
| 合計時間: | 合計時間:                      | 合計時間:        | 合計時間:        | 合計時間:        | 41:59 |

## 曲解説
1. 証
7thシングルの表題曲。
2. さらりーまん
3. Sae Zuri
MAIKOのソロボーカル曲。
4. For Tomorrow
7thシングルのカップリング曲。カップリング曲で唯一オリジナルアルバムに収録された曲である。
5. GO!
MIZUHOのソロボーカル曲。
6. 夢ノカケラ… (Album Version)
5thシングルの表題曲のアルバムバージョン。
7. ＋.－.×.÷
TAKAYOのソロボーカル曲。タイトルは「たしてひいてかけてわって」と読む。
8. 一雫
6thシングルの表題曲。
9. confidentially
MIYUのソロボーカル曲。
10. 足跡

## 参加ミュージシャン
ZONE
- TAKAYO：Vocal & Electric Guitar & Acoustic Guitar
- MIZUHO：Vocal & Drums
- MAIKO：Vocal & Bass
- MIYU：Vocal & Guitar

## タイアップ
- テレビ朝日系列スポーツ中継番組『小学生クラス対抗30人31脚全国大会2002』公式テーマソング (#4)
- ハウス食品『飲むフルーチェ』CMソング (#6)
- 20世紀フォックス配給アニメ映画『アイス・エイジ』日本語版イメージソング (#8)